# 中苏互不侵犯条约

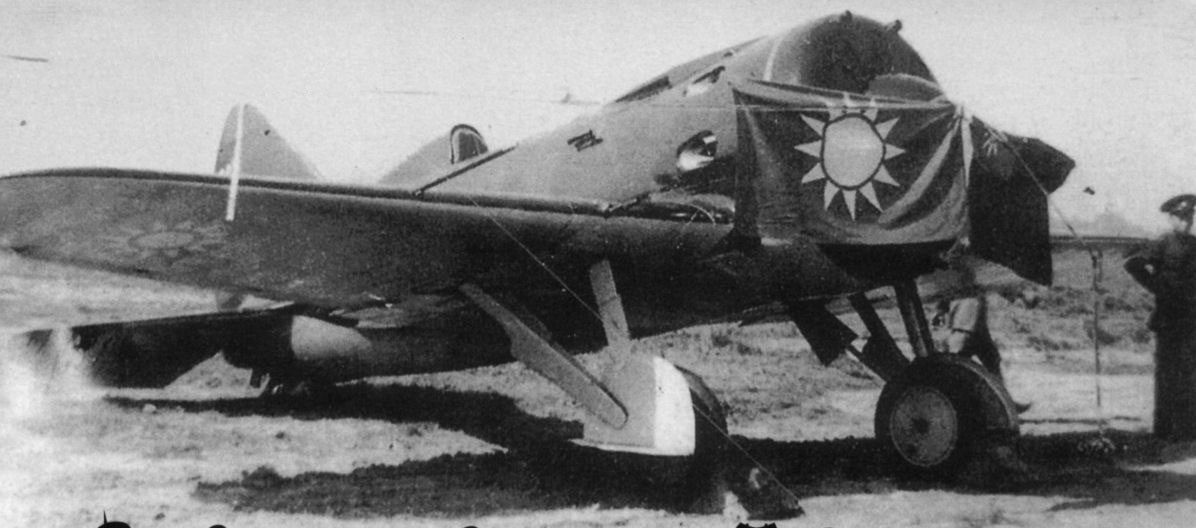
覆蓋有青天白日旗幟的玻利卡爾波夫I-16戰機，這些飛機被蘇聯援華的空军志愿队使用

中蘇互不侵犯条约是指中华民国与苏联于1937年8月20日在南京签订的条约，规定：“倘缔约国之一方受一个或数个第三国侵略时，彼缔约国约定，在冲突全部时间内，对该第三国不得直接或间接予以任何援助……”，通过该条约蘇联政府向中国提供物资援助，1937年11月派遣空军志愿队来华作战。

## 緣起
1937年3月，蘇聯駐華大使鲍格莫洛夫返任，立即會見孔祥熙、陳立夫，轉達蘇聯政府請中國發起太平洋地區公約和蘇聯準備向中國提供軍用物資之建議:692。4月3日，蔣中正帶病在上海會見鮑格莫洛夫，表示感謝蘇聯政府在西安事變問題上支持他和給予武器援助之建議:692。
“七七事变”后、“八一三淞沪会战”前的7月19日，苏联驻华全权代表鲍格莫洛夫便从上海致电苏联外交人民委员部称，中国政府想从苏联获得飞机、坦克、20毫米和37毫米反坦克炮和75毫米高射炮。7月31日苏联外交人民委员李维诺夫致电鲍称，“……在供货帐目下可给200架飞机带装备和200辆坦克。拟向南京派一个小的团组，去了解中国的军事需求。准备招收中国飞行员和坦克手接受培训。” 1937年8月2日，蔣會晤鲍格莫洛夫:694。鮑格莫洛夫向蔣通報莫斯科關於軍事貸款之答覆，解釋蘇聯不能與中國簽署互助條約之理由:694。8月2日，鲍格莫洛夫致电苏联外交人民委员部称，蒋中正对于派飞行员和坦克手到苏联接受培训的建议未作出反应，鲍建议电告中方苏联产飞机和坦克型号与质量的情报。
8月上旬，中蘇交換條約草案，並繼續談判:695。8月21日，兩國代表簽訂條約:695。
8月22日蒋中正召见将赴苏联的中国军事代表团团长、军事委员会参谋次长杨杰谈话，杨杰日记如此记述，“派予赴莫斯科为军事代表，其任务为促进苏联参战，所谓促成互助协定是也，其最低希望俾苏方源源接济我军用品，如飞机、高射炮、坦克车、汽油等，并着率领技术人员早日乘飞机赴苏。”
8月27日鲍格莫洛夫致电苏联外交人民委员部称，与陈立夫就军事供货问题达成协议，在供货细目内答应给予200架飞机和200辆坦克，飞机、坦克和其他武器的明细表将同杨杰在莫斯科商定。8月29日，南京和莫斯科正式宣佈:76。條約簽訂後，中國抗日戰爭得到蘇聯有力支持:695。
1937年9月，杨杰以实业考察团的名义访问苏联，并在莫斯科与苏联炮兵委员拔也夫、空军委员拉宁谈判，达成了购八十二辆T-26坦克战车，外加指挥车、弹药车及修理车五辆（二轻三重）等、战车附件为总值百分之十。每战车附炮弹一千五百发，共计炮弹十二万三千发。机关枪子弹每架四万五千发，共计三百六十九万发。

## 條約內容
條約內容如下：
| 「中華民國國民政府、蘇维埃社會主義聯邦共和國政府為欲對於一般和平之維持有所貢獻，並將兩國現有之友好關係鞏固於堅定而永久的基礎之上，又欲將一九二八年八月二十七日在巴黎簽訂之非戰公約中雙方擔任之責任重行切實證明起見，因是决定簽訂本條約。雙方各派全權代表如左： 中華民國國民政府主席特派外交部長王寵惠； 蘇维埃社會主義聯邦共和國中央執行委員會特派駐中華民國大使鮑格莫洛夫； 兩全權代表業經相互校閱全權證書，認為妥善，約定條款如左： 第一條 兩締約國重行鄭重聲明，兩方斥責以戰爭為解决國際糾紛之方法，並否認在兩國相互關係間以戰爭為實行國傢政策之工具，並依照此項諾言，兩方約定不單獨或聯合其它一國或多數國對彼此為任何侵略。 第二條 倘兩締約國之一方受一個或數個第三國侵略時，彼締約國約定在衝突全部期間內對於該第三國不得直接或間接給予任何協助，並不得為任何行動，或簽訂任何協定，緻該侵略國得用以施行不利於受侵略之締約國。 第三條 本條約之條款，不得解釋為對於在本條月生效以前兩締約國已經簽訂之任何雙面或多邊條約對於兩締約國所發生之權利與義務有何影響或變更。 第四條 本條約用英文繕成兩份，本條約於上列全權代表簽字之日發生效力，其有效期間為五年，兩締約國之一方在期滿前六個月得嚮彼方通知廢止本條約之意思，倘兩方均未如期通知，本條約認為在第一次期滿後自動延長二年，如於二年期間屆滿前六個月雙方並不嚮對方通知廢止本條約之意，本條約應再延長二年，以後按此進行。 兩全權代表將本條約簽字、蓋印，以昭信守。 一九三七年八月二十一日訂於南京，王寵惠，鮑格莫洛夫。」:75-76 |

## 影響
蘇聯船隻開始由黑海敖德萨港運裝軍用設備及補給品送到廣州。數以百計蘇聯飛行員、教官和飛機，飛越戈壁沙漠，進駐甘肅省中國基地。蘇聯面對威脅大有升高之勢時，史達林援助蔣中正規模之大，見證中國抗戰成功對蘇聯極具戰略意義。此後兩年，蘇聯提供紿蔣大約1,000架飛機、2,000名飛行員，以及500名軍事顧問:89。由1937至1945年，中國得到蘇援總值約2億5千萬美元，其中絕大部分是在抗戰頭四年提供，當時沒有其他國家認為中國版圖完整是一件大事:90:89:130。